# Artipe eryx
Artipe eryx е вид пеперуда от семейство Синевки (Lycaenidae). Видът не е застрашен от изчезване.

## Разпространение
Разпространен е в Индия, Индонезия (Сулавеси и Суматра), Камбоджа, Китай, Лаос, Малайзия (Западна Малайзия), Мианмар, Провинции в КНР, Тайван, Тайланд, Хонконг и Япония (Кюшу).